# Ophion
Ophion är ett släkte av steklar som beskrevs av Fabricius 1798. Ophion ingår i familjen brokparasitsteklar.

## Bildgalleri

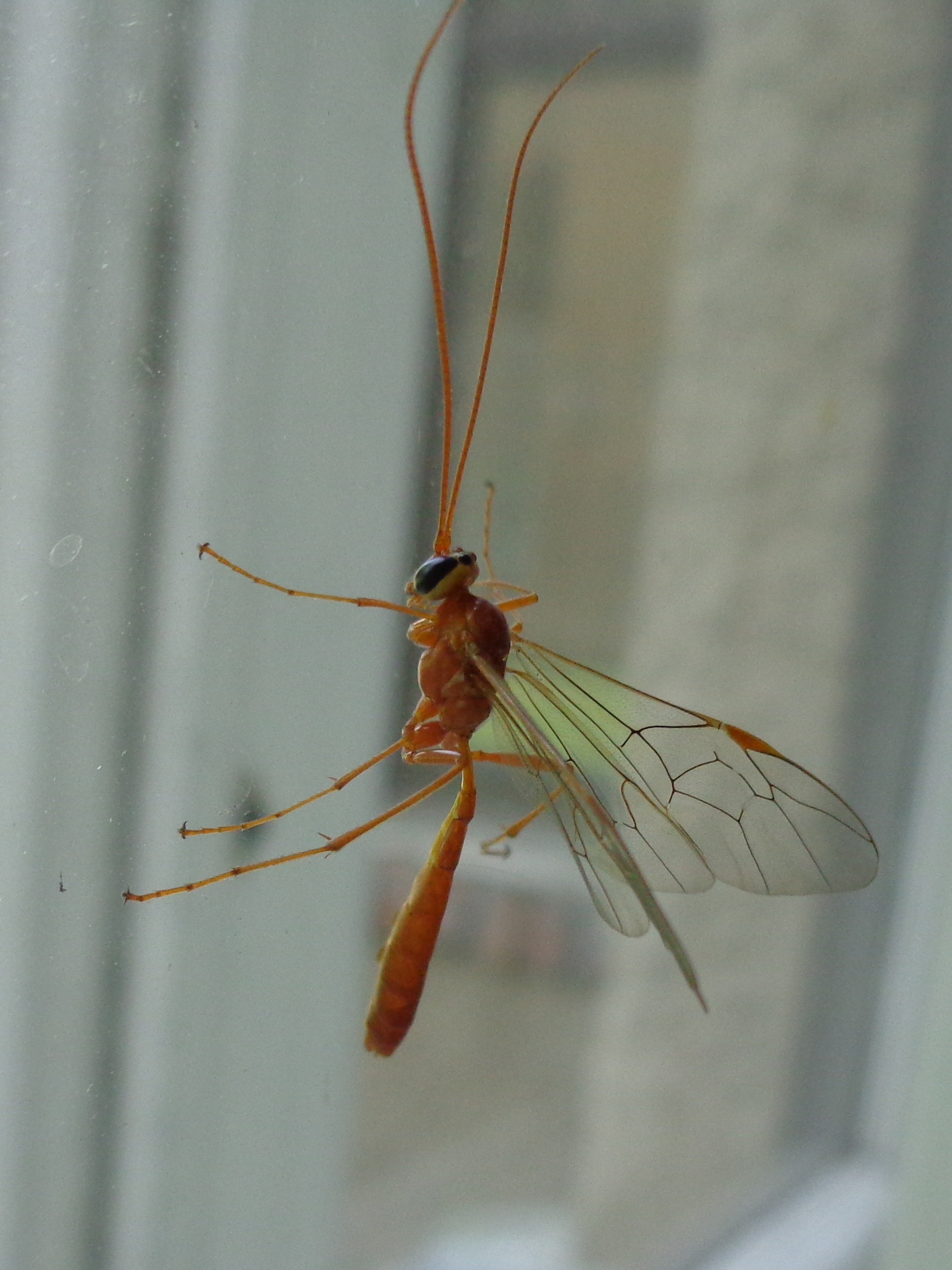
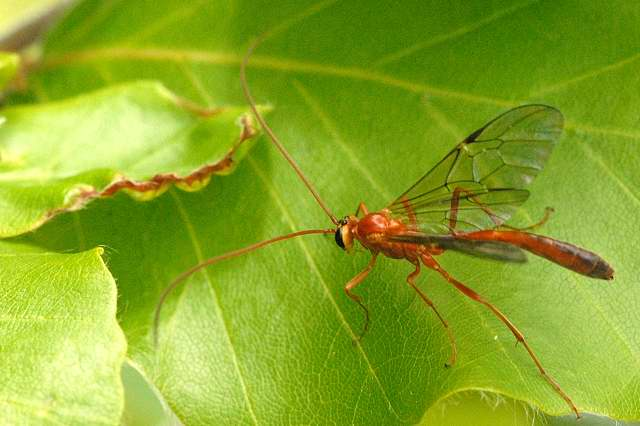
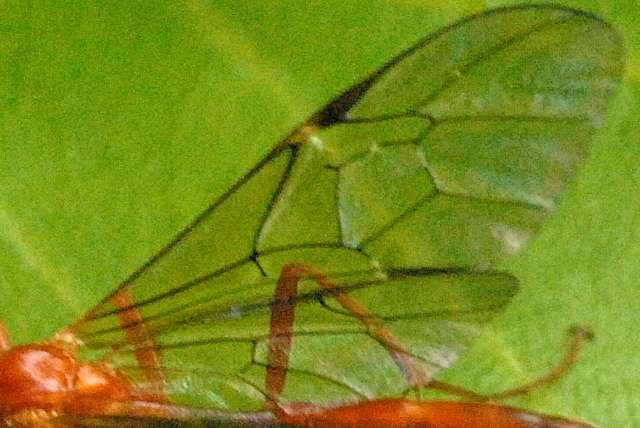
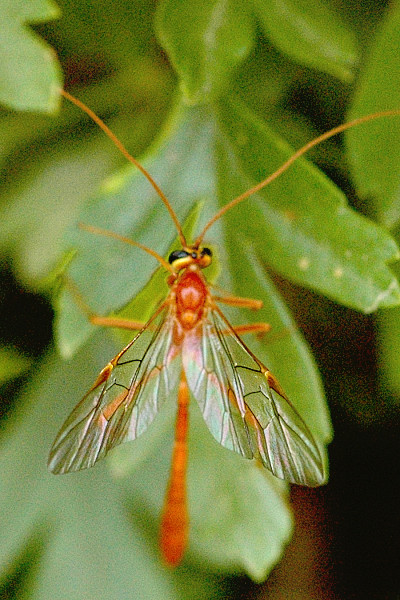

## Dottertaxa tillOphion, i alfabetisk ordning[1][2]
- Ophion abbreviator
- Ophion adeus
- Ophion ainoicus
- Ophion albistylus
- Ophion albopictus
- Ophion algiricus
- Ophion andalusiacus
- Ophion annulatus
- Ophion areolaris
- Ophion areolatus
- Ophion arribai
- Ophion artemisiae
- Ophion ascus
- Ophion atlanticus
- Ophion bermudensis
- Ophion bicarinatus
- Ophion bilineatus
- Ophion bipictor
- Ophion brevicornis
- Ophion buchariensis
- Ophion cacaoi
- Ophion calliope
- Ophion capitatus
- Ophion caudatus
- Ophion cephalotes
- Ophion choaspese
- Ophion clio
- Ophion coloradensis
- Ophion contentious
- Ophion cortesi
- Ophion costatus
- Ophion crassicornis
- Ophion crassus
- Ophion cronus
- Ophion dentatus
- Ophion dispar
- Ophion elongatus
- Ophion epallidus
- Ophion erato
- Ophion eremita
- Ophion euterpe
- Ophion fabricator
- Ophion facetious
- Ophion fallax
- Ophion flavidus
- Ophion flavoorbitalis
- Ophion flavopictus
- Ophion fomentator
- Ophion forticornis
- Ophion frontalis
- Ophion frustrator
- Ophion fuscicollis
- Ophion fuscipennis
- Ophion fuscomaculatus
- Ophion gelus
- Ophion gerdius
- Ophion geyri
- Ophion gracilis
- Ophion guptai
- Ophion hexus
- Ophion hokkaidonis
- Ophion horus
- Ophion hyalinipennis
- Ophion idoneus
- Ophion internigrans
- Ophion intricatus
- Ophion inutilis
- Ophion kevoensis
- Ophion lagus
- Ophion limpidus
- Ophion lineator
- Ophion lituratus
- Ophion longaevus
- Ophion longiceps
- Ophion longigena
- Ophion loquacious
- Ophion luteus
- Ophion maai
- Ophion macilentus
- Ophion maculator
- Ophion magniceps
- Ophion mandibularis
- Ophion mastrus
- Ophion melpomene
- Ophion minutus
- Ophion mirsa
- Ophion mocsaryi
- Ophion neglectus
- Ophion nepus
- Ophion nigricans
- Ophion nigrovarius
- Ophion nikkonis
- Ophion obscuratus
- Ophion ocellaris
- Ophion oculatus
- Ophion okunii
- Ophion operator
- Ophion ostentatious
- Ophion pallens
- Ophion pallipes
- Ophion parvulus
- Ophion peregrinus
- Ophion perkinsi
- Ophion picocuba
- Ophion polyhymniae
- Ophion praecinctus
- Ophion pravinervis
- Ophion precious
- Ophion pseudocostatus
- Ophion pteridis
- Ophion pulcher
- Ophion punctatus
- Ophion rostralis
- Ophion rufoniger
- Ophion scutellaris
- Ophion scutellatus
- Ophion semipullatus
- Ophion sibiricus
- Ophion silus
- Ophion similis
- Ophion skorikovi
- Ophion slossonae
- Ophion sphinx
- Ophion subarcticus
- Ophion summimontis
- Ophion sumptious
- Ophion takaozanus
- Ophion telengai
- Ophion terpsichore
- Ophion thaliae
- Ophion tityri
- Ophion trimaculatus
- Ophion turcomanicus
- Ophion uraniae
- Ophion ventricosus
- Ophion virus
- Ophion wuestneii
- Ophion zerus